# ادی اسمیت (دوچرخه‌سوار)
ادی اسمیت (انگلیسی: Eddie Smith; ۱۷ سپتامبر ۱۹۲۶ – ۴ ژوئیهٔ ۱۹۹۷) دوچرخه‌سوار اهل استرالیا بود. وی قهرمان مسابقات ملی دوچرخه‌سواری جاده استرالیا در سال ۱۹۵۴ شده است. 